# Sender Rostock
Als Sender Rostock strahlte von 1959 bis 1990 das Rostocker Funkhaus des Rundfunks der DDR seine regionalen oder zentralen Radiosendungen bzw. -Programme aus.

## Rundfunk der Region bis 1945
Bis 1945 betrieb die Funk-Stunde Berlin in Vorpommern den Nebensender Stettin und zeitweise in Greifswald eine Bedarfsbesprechungsstelle (Bedarfsstudio). Der Nebensender Stettin war ab 1933 dem Sender Hamburg zugeordnet. Die in Hamburg ansässige Nordische Rundfunk AG (NORAG) unterhielt in Schwerin und Rostock je eine Bedarfsbesprechungsstelle.

## Rundfunk der Region von 1945 bis 1952

### Rundfunk in der Sowjetischen Besatzungszone nach 1945
Nach dem Zweiten Weltkrieg und dem Zusammenbruch des nationalsozialistischen Rundfunks bauten deutsche Antifaschisten unter Führung von KPD-Funktionären auf Befehl der sowjetischen Besatzungsmacht ein Rundfunksystem für die Sowjetische Besatzungszone auf. Das Rundfunksystem in der SBZ/DDR hatte von 1945 bis 1952 folgende Struktur:
Berliner Rundfunk (als Leitstation für alle Sender in der Sowjetischen Besatzungszone sowie als Leitsender für Berlin, Brandenburg und Mecklenburg-Vorpommern; Sendestart: 13. Mai 1945 – ab 22. Mai 1945 als Berliner Rundfunk)
- Landessender Schwerin (für Mecklenburg-Vorpommern; Sendestart: 24. Dezember 1945)

- Studio Rostock
- Landessender Potsdam (für Brandenburg; Sendestart: 22. Juni 1946)

- Studio Cottbus (für die Region Cottbus; Sendestart: um 1948/49)

Mitteldeutscher Rundfunk (für Sachsen, Thüringen und Sachsen-Anhalt; Sitz: Leipzig; Sendestart: 15. September 1945, ab November 1945 als Mitteldeutscher Rundfunk firmierend und bis zur Inbetriebnahme eines als Funkhaus hergerichteten Gebäudes am 4. Juni 1946 aus dem Berliner Funkhaus sendend)
- Landessender Dresden (für Sachsen; Sendestart: 7. Dezember 1945)

- Studio Chemnitz
- Landessender Weimar (für Thüringen; Sendestart: 1. Januar 1946 nach Versuchssendungen ab November 1945)

- Studio Erfurt
- Landessender Halle (für Sachsen-Anhalt, Sendestart: 24. Dezember 1946)

- Studio Magdeburg
Deutschlandsender (für ganz Deutschland; Sitz: Berlin; Sendestart: 1. Mai 1949)
Der Berliner Rundfunk und der Mitteldeutsche Rundfunk arbeiteten in ihrem jeweiligen Sendegebiet als eine Senderkette, wobei die Landessender regionale Fensterprogramme erstellten – eingebettet in die Programmstruktur des jeweils zuständigen Leitsenders (Berliner Rundfunk oder Mitteldeutscher Rundfunk). Im Zuge des weiteren Aufbaus von Rundfunkstrukturen installierten die Rundfunkverantwortlichen mit den entsprechenden Stellen in den Ländern nach und nach die o. a. Regionalstudios, jeweils mit Zulieferfunktion für die Funkhäuser in Berlin bzw. Leipzig oder die Landessender. Das Studio Cottbus verbreitete ab ca. 1948/49 als einziges Studio eigene Regionalsendungen über Drahtfunk, ebenfalls eingebettet im Programm des Berliner Rundfunks.
Der Deutschlandsender war der Intendanz des Berliner Rundfunks unterstellt, hatte aber eine eigene Chefredaktion. Ohnehin hatte der Berliner Rundfunk bis 1952 die Funktion einer Leitstation für alle Funkhäuser und Studios in der SBZ/DDR.
Oberste Instanz war die Generalintendanz für den demokratischen Rundfunk, zuständig für alle Rundfunkstationen und deren jeweilige Senderkette mit den dazugehörigen Landessendern sowie den Regionalstudios. Somit hatte der Rundfunk in der Sowjetischen Besatzungszone und der späteren DDR trotz des erheblichen Produktionsumfangs der Funkhäuser und Studios in den Ländern und des Einflusses der KPD/SED in den Länderverwaltungen bis 1952 keine föderale Struktur, sondern war ein zentrales Rundfunksystem mit einem Generalintendanten in Berlin. Keine dieser als öffentlich-rechtliche Einrichtungen firmierten Funkhäuser oder Studios und keine der beiden Senderketten war eine eigene Rechtspersönlichkeit.

### Anfänge in Schwerin
Ende 1945 begann die Landesregierung Mecklenburg-Vorpommerns, in Zusammenarbeit mit den Rundfunkverantwortlichen in Berlin, der Sowjetischen Militäradministration in Deutschland (SMAD) und der Post einen Landessender aufzubauen. Sendestart unter dem Namen Landessender Schwerin war mit einer einstündigen Sendung ab 17:00 Uhr der 24. Dezember 1945. Der Aktionsradius war allerdings zunächst nur auf Schwerin und Umgebung begrenzt. Ab 25. Dezember 1945 sendete der Landessender täglich um 12:30 Uhr und 17:30 Uhr jeweils eine halbstündige Sendung. Diese Sendungen aus Schwerin waren ab dem 4. Januar 1946 als regionale Fensterprogramme in die Programmstruktur des Berliner Rundfunks eingebunden, womit der Landessender zur Senderkette des Berliner Rundfunks gehörte.
Durch die Inbetriebnahme eines neuen 20-kW-Senders konnten die im Lande bestehenden Empfangsmöglichkeiten des Programms aus Schwerin etwas verbessert werden.

### Funkhaus in der Schweriner Schillerstraße
Zum Juni 1946 zog der Landessender aus dem provisorisch eingerichteten Studio in Räumen der Oberpostdirektion in ein als Funkhaus umgebautes Zweifamilienhaus – u. a. mit besserer technischer Ausstattung und einem kleinen Sendesaal für Musik- und Hörspielproduktionen.
Mit einer Frequenzumstellung konnte im November 1946 die Reichweite des Landessenders nochmals verbessert werden. Dennoch blieb die Versorgung in Vorpommern weiterhin unbefriedigend. Nur nach und nach konnte diese Versorgungslücke geschlossen werden.
Das tägliche Programmvolumen betrug etwa drei bis vier Regionalfenster, über den Tag verteilt von insgesamt etwa 4½ Stunden. Zum Produktionsprofil gehörten Landesnachrichten, der Landfunk, Der Funkkurier, der Blick in die Landespresse und ein Wirtschaftsmagazin, Umsiedler- und Heimkehrersendungen, die Beantwortung von Hörerfragen sowie Musik- und Unterhaltung, klassische Musik, Hörspiele, aber auch Sondersendungen zu anstehenden Wahlen und niederdeutsche Sendungen. Denn der Landessender und später auch das Studio/Funkhaus Rostock bemühten sich schon sehr frühzeitig um die Pflege der niederdeutschen Sprache.
Eine äußerst fruchtbringende Zusammenarbeit entwickelte sich zwischen dem Schweriner Funkhaus und dem Staatstheater Schwerin, aber auch mit anderen künstlerischen und kulturellen Institutionen, wie dem Schweriner Polizeiorchester und dem Stadttheater/Volkstheater Rostock.
Im Jahre 1948 gründete der Landessender einen Kinderchor.
Doch schon bald erwies sich das Funkhaus für die anstehenden Aufgaben als zu klein. Deshalb installierte der Landessender 1947 außerhalb des Funkhauses feste Übertragungsstandorte für Musikaufnahmen und -übertragungen sowie für öffentliche Veranstaltungen, wofür der Sendesaal im Funkhaus nicht geeignet gewesen wäre. Die Landesregierung unterstützte inzwischen den Antrag des Landessenders, ein neues Funkhaus zu erbauen oder ein Gebäude dafür umbauen zu können.

### Funkhaus in Schwerin
Nach anderthalbjähriger Bauzeit stand dem Landessender Schwerin ab Oktober 1949 in der Schloßgartenallee 61 ein Gebäudekomplex als Funkhaus zur Verfügung, wodurch sich die Arbeitsbedingungen deutlich verbesserten. Zum Funkhaus gehörten u. a. ein kleiner Sendesaal im Hauptgebäude und ein großer separater publikumsoffener Sendesaal – beide jeweils mit eigener Regie.
1951 gründete der Landessender einen Jugendchor.

### Studio Rostock
Im März 1947 nahm der seinerzeit größte Betrieb in Mecklenburg-Vorpommern – die Neptun-Werft in Rostock – ein Betriebsfunkstudio in Betrieb, das der Landessender Schwerin sehr oft für die Berichterstattung aus Rostock nutzte. Dennoch begann der Landessender Schwerin, in Rostock ein Rundfunkstudio aufzubauen. Im Mai 1948 ging das Studio in Betrieb. Mit einem Studioleiter zwei Redakteuren, zwei Technikern, einem Kraftfahrer und einer Sekretärin sowie einem Studio und einem altertümlichen Übertragungswagen hatte es seinen Sitz im Haus des Kulturbundes am Schillerplatz 10 und produzierte Zulieferungen für das Funkhaus Schwerin und den Berliner Rundfunk. Etwa ein Jahr später zog das Studio Rostock in die Graf-Schack-Straße 1 in ein Haus mit zwei Studios, einem technischen Betriebsraum und Zimmern für Redaktion, Techniker und Studioleiter, womit sich in Rostock die Arbeitsbedingungen nach und nach etwas verbesserten – auch durch Umsetzung eines neuen Übertragungswagens von Schwerin nach Rostock.
Die Zulieferungen des kleinen Studios Rostock für den Landessender Schwerin und das Funkhaus Berlin beinhalteten Themen wie Regionalpolitik, Wirtschaft, Landwirtschaft, Kultur, Sport und Wissenschaft, aber auch Musik und Unterhaltung.

## Rundfunk der Region von 1952 bis 1964
Mit der Auflösung der Länder und der Errichtung von Bezirken als Verwaltungseinheiten im Jahre 1952 ging auch eine Umstrukturierung des Rundfunks in der DDR einher. Der Bezirk Rostock sowie der größte Teil der Bezirke Schwerin und Neubrandenburg entsprachen dem Sendegebiet des ehemaligen Landessenders Schwerin.

### Bezirksstudios
Als Folge der Umstrukturierung des DDR-Rundfunks waren die Funkhäuser und Studios in den bisherigen Ländern ab Sommer 1952 Bezirksstudios, nur noch mit einer Zuliefererfunktion für die in Berlin oder zum Teil in Leipzig produzierten zentralen Programme. Dies traf auch auf das Funkhaus Schwerin zu. In Bezirksstädten, in denen es noch keine Radiostudios gab, baute das Rundfunkkomitee solche auf, wie zum Beispiel in Suhl, Gera, Frankfurt (Oder) und Neubrandenburg.
Doch schon im Sommer 1953 kam es zur ersten Korrekturen der Programmstruktur. Dies führte dazu, dass die Bezirksstudios regionale Fenster erstellten. Dabei teilten sich drei Studios eine Frequenz einer drei zentralen Programme und sendeten im Wechsel auf dieser Frequenz täglich eine halbe Stunde. Ein Studio fungierte hierbei als Leitstudio. Die angeschlossenen Studios überspielten ihre Sendungen zum Leitstudio, welches die Sendungen abstrahlte. Das Studio Schwerin fungierte als Leitstudio für die Studios Rostock und Neubrandenburg.
- Schwerin = Rostock – Neubrandenburg
- Potsdam = Cottbus – Frankfurt
- Dresden = Karl-Marx-Stadt (Chemnitz) – Görlitz (sorbisch)
- Erfurt = Gera – Suhl
- Leipzig = Halle – Magdeburg[23][24]

### Die 1950er Jahre – eine Zeit des Experimentierens
Die folgenden Jahre waren eine Zeit des Experimentierens, sowohl für die zentralen und noch mehr für die regionalen Programme – in Bezug auf die Frequenzen, die Sendezeiten und den jeweiligen Sendeverbund der Regionalprogramme. So kehrte 1955 der DDR-Rundfunk zum System der nebeneinander existierenden Radiosender mit eigenem Namen und Intendanten zurück (Berliner Rundfunk, Radio DDR und Deutschlandsender). Die größeren Bezirksstudios waren wieder Funkhäuser, denen wiederum kleinere Studios angegliedert waren. Funkhäuser und Studios unterstanden ab Anfang 1956 Radio DDR und waren in dessen Programmstruktur integriert. Potsdam und Frankfurt waren von 1958 bis 1970 dem Berliner Rundfunk zugeordnet.
So hatte das Studio Schwerin wieder den Status eines Funkhauses, dem die Studios in Rostock und Neubrandenburg angegliedert waren.
Neben der Übertragungstechnik gehörte ab 1956 auch die Studiotechnik zur Deutschen Post, ohne dass ein wirklicher Nutzen zu erkennen gewesen wäre – im Gegenteil, denn der Verwaltungsaufwand stieg erheblich.
Als Ergebnis der Experimentier-Jahre wies Ende der 1950er Jahre der DDR-Rundfunk folgende Struktur aus:
Berliner Rundfunk
- Berliner Rundfunk (Unterhaltung und Politik aus und für Ostberlin sowie für die übrige DDR)
- Berliner Welle (Unterhaltung und Politik für Westberlin)

- Regionalsendungen und -beiträge aus dem Funkhaus Potsdam und dem Studio Frankfurt (Oder) in beiden Programmen

Radio DDR
- Radio DDR I (Information und Unterhaltung)
- Radio DDR II (Kultur, Bildung und Weltanschauung)

- Regionalprogramme aus den Bezirksfunkhäusern und -studios (von 1958 bis 1970 außer Potsdam und Frankfurt)

Deutschlandsender (Programm für ganz Deutschland)
Radio Berlin International (Sendungen für das Ausland in verschiedenen Sprachen)
Damit war in der DDR eine Radiostruktur geschaffen worden, die im Wesentlichen bis zum Ende der DDR Bestand haben sollte.

### Regionalprogramme Ende der 1950er und Anfang der 1960er Jahre
Da Radio DDR II sein UKW-Netz erst ab 19:00 Uhr und später ab 18:00 Uhr für eigene Sendungen nutzte, strahlte Radio DDR I im Laufe des Tages sein Programm über dieses Sendenetz ab. Die Funkhäuser und Studios in den Bezirken integrierten ihre regionalen Fenster in die Programmstruktur von Radio DDR I. Sie sendeten zu verschiedenen Zeiten in unterschiedlicher Dauer über den Tag verteilt auf Frequenzen von Radio DDR II – bis zum vollständigen Ausbau des UKW-Netzes auch auf Radio-DDR-I-Frequenzen. So sendete am Programmtag, Montag, dem 1. Juni 1959, das Funkhaus Leipzig drei regionale Fenster mit einer Gesamtsendezeit von 3 Stunden und 55 Minuten, das Studio Magdeburg dagegen nur ein Fenster von zehn Minuten über eine bezirkliche UKW-Frequenz, Suhl sogar nur ein Fenster von 5 Minuten innerhalb des Weimarer Regionalprogramms. Neubrandenburg, Karl-Marx-Stadt, Gera und Halle sendeten an diesem Tag gar nicht. Das Funkhaus Rostock kam mit zwei Fenstern auf eine Sendezeit von 1 Stunde und 45 Minuten.
Der Sender Potsdam – mit dem Studio Frankfurt/Oder von 1958 bis 1970 dem Berliner Rundfunk zugeordnet – sendete am Programmtag Montag, dem 1. Juni 1959, eine Sendung von 1 Stunde und 10 Minuten im zentralen Vormittagsprogramm des Berliner Rundfunks und 2 Stunden ein regionales Fenster für den Bezirk Potsdam im Nachmittagsprogramm der Berliner Welle. Frankfurt (Oder) sendete gar nicht.
Ab Januar 1963 sendeten alle Funkhäuser und die ggf. angeschlossenen Studios einheitlich ihr tägliches Regionalprogramm einheitlich auf einer Radio-DDR-II-Frequenz: montags bis sonnabends von 18.00 bis 18.55 Uhr und sonntags von 7:10 bis 11:00 Uhr – so auch der Sender Rostock.

### Sendeverbund Schwerin – Rostock – Neubrandenburg
Nachdem im Sommer 1953 mit einer bescheidenen halben Stunde für Schwerin, Rostock und Neubrandenburg ein Neuanfang im Regionalprogramm gemacht worden war, stieg das Programmvolumen des Sendeverbunds auf ein bis drei Regionalfenster mit einer Gesamtsendezeit von ein bis drei Stunden. In der Regel waren das zwei Fenster von insgesamt zwei Stunden täglich, woran Schwerin den Löwenanteil hatte. Dieses regionale Sendevolumen war aber nur die Hälfte der täglichen regionalen Sendezeit von vor 1952.
Das Produktionsprofil des Sendeverbundes umfasste regionalbezogene Sendungen zu Wirtschaft, Kultur, Bildung, Landwirtschaft und Sport, Klassik und Volksmusik, Service und Unterhaltung sowie die Seeleute-Gruß- und -Wunschsendung und andere maritime Sendungen aus dem Studio Rostock, aber auch Sendungen für Hörer im Norden der Bundesrepublik Deutschland.
Als ungünstig für die Erreichbarkeit der Hörer und deren Konsum der Regionalprogramme erwiesen sich die häufigen Frequenzwechsel. Streckenweise strahlte der Sendeverbund seine beiden Regionalfenster im Wechsel über zwei unterschiedliche Frequenzen ab. Hinzu kam, dass der Empfang der über UKW ausgestrahlten Programme für viele Hörer nicht möglich war, da der DDR-Handel Radiogeräte mit UKW-Empfangsteil noch nicht in ausreichender Menge anbot bzw. diese Empfangsgeräte verhältnismäßig teuer und damit für viele zunächst noch unerschwinglich waren.
Des Weiteren realisierte das Schweriner Funkhaus für das eigene Regionalprogramm und die zentralen Programme Musik- und Hörspielproduktionen sowie Buchlesungen – vornehmlich niederdeutscher Werke – wie auch öffentliche Veranstaltungen im Großen Sendesaal und in anderen öffentlichen Übertragungsorten.
Die technische Ausstattung der Funkhäuser und Studios erfuhr dazu sukzessive Verbesserungen. Dennoch hinkten die Bezirksfunkhäuser in der technischen Ausstattung dem Berliner Funkhaus immer hinterher – die Bezirksstudios noch mehr. Eine Ausnahme bildete das Funkhaus Leipzig, später auch das Funkhaus Rostock.

### Studio Neubrandenburg
Im Zusammenhang mit der Bildung der Bezirke und der Zentralisierung der Rundfunkprogramme installierte das Staatliche Rundfunkkomitee im Oktober 1952 im zur Bezirksstadt avancierten Neubrandenburg ein Rundfunkstudio, zunächst mit provisorischer, ab Frühjahr 1953 mit der notwendigen stationären Technik. Das Studio hatte seinen Sitz in einer Villa in der Berliner Straße 110 und produzierte Zulieferungen kleiner Beiträge für die Funkhäuser in Berlin, Leipzig und ab Sommer 1953 innerhalb des Sendeverbunds für Schwerin. Ab 1959 gestaltete das Studio eigene kleine Regionalfenster für den Bezirk innerhalb des Sendeverbunds Schwerin/Neubrandenburg auf bezirklichen UKW-Frequenzen.

### Rundfunk- und Fernsehstützpunkt Rostock
Im Jahre 1958 richtete das Staatliche Rundfunkkomitee im ehemaligen Sport-Palast in der Rostocker Tiergartenallee am Barnstorfer Wald einen Stützpunkt für die Radio- und Fernsehberichtserstattung zur Internationalen Ostseewoche in Rostock ein. Nachdem 1959 das Studio Rostock zum Funkhaus geworden war und in ein neues größeres Gebäude hatte umziehen können, bestand für den nun Sender Rostock kein Nutzungsbedarf mehr. Der Deutsche Fernsehfunk (DFF) richtete dort eine Produktionsstätte für Fernsehspiele ein, aus der im Jahre 1962 das Ostseestudio Rostock des Fernsehens hervorging.

## Sender Rostock
Im Februar 1959 nahm das bisherige Studio Rostock seine vorbereitende Arbeit als Funkhaus auf und sendete seine Programme ab Mai desselben Jahres als Sender Rostock.

### Ausbau des Studios zum Funkhaus
Die schnelle Entwicklung Rostocks zur Küsten- und Hafenmetropole machte es nach Ansicht der SED-Bezirksleitung Rostock erforderlich, das Studio Rostock zu einem Funkhaus auszubauen.
Der damalige 1. SED-Bezirkssekretär Karl Mewis machte den Ausbau des Studios zum Funkhaus im Herbst 1958 zur Chefsache, so dass der Ausbau in Rekordzeit bewerkstelligt und das Funkhaus für damalige Verhältnisse technisch sehr gut ausgestattet werden konnte. Als Standort für das neue Funkhaus diente ein Gebäude in der Richard-Wagner-Straße 7.
Im Funkhaus arbeiteten ca. 15 redaktionelle Mitarbeiter und annähernd so viele Techniker, Kraftfahrer und Verwaltungskräfte. Ihnen zur Verfügung standen ein Sendekomplex mit Schaltraum sowie ein Schallaufnahmeraum mit Sprecher- und Regieraum. In Bau befand sich zu der Zeit noch ein weiterer Produktionskomplex.
Den Sendebetrieb als Sender Rostock nahm das Funkhaus im Mai 1959 auf – anlässlich des V. Parlaments der FDJ, das in Rostock stattfand.
Die Ausstrahlung erfolgte über zwei Mittelwellen-Frequenzen und einer Ultrakurzwellen-Frequenz.

### Studiotechnischer Arbeitsbereich Rostock
Mit der Gründung des Senders Rostock im Februar 1959 bildete die Deutsche Post im Rostocker Funkhaus den Studiotechnischen Arbeitsbereich Rostock, der für die Funkhäuser Rostock und Schwerin sowie das Studio Neubrandenburg zuständig war. Schwerin und Neubrandenburg bildeten weiterhin einen Sendeverbund. Mit Bildung dieses Studiotechnischen Arbeitsbereichs Rostock war das Studio Neubrandenburg ab 1959 redaktionell dem Funkhaus Schwerin, studio- und übertragungstechnisch dem Funkhaus Rostock zugeordnet.

### Produktionsprofil
Wie die anderen Regionalsender produzierte der Sender Rostock nun ausführlicher als zuvor regionalbezogene Sendungen zu Wirtschaft, Kultur, Bildung, Landwirtschaft und Sport, produzierte maritime Musik und sendete Service und Unterhaltung.
Einen breiten Raum ein nahmen Berichte und Reportagen sowie Unterhaltungssendungen aus dem Bereich der Seeverkehr- und Hafenwirtschaft. Große Resonanz bei den Hörern fanden Berichte von Verhandlungen vor dem Rostocker Seefahrtsgericht und die Seeleute-Gruß-und-Wunschsendung, die der Deutschlandsender und Radio Berlin International zusätzlich zeitversetzt über Lang bzw. Kurzwellenfrequenzen abstrahlten, so dass diese Sendungen DDR-weit und in der ganzen Welt von den Seeleuten empfangen werden konnten.

## Rundfunk der Region von 1964 bis 1983
Die 1960er und 1970er Jahre waren Jahre, in denen der DDR-Rundfunk eine Kontinuität im regionalen Sendebetrieb erreichte, die einherging mit einer sukzessiven Erhöhung der Regionalangebote.

### Einheitliche Regionalangebote ab 1964
Nach zwölf Jahren des Experimentierens kam es im Juni 1964 wiederum zu einer Neustrukturierung der Regionalprogramme, die im Hinblick auf Frequenzen, Sendezeiten und Sendeverbunde letztendlich zu einer Kontinuität führen sollte. Die Hörerforschung hatte ergeben, dass die Einschaltquoten in den Früh- und Morgenstunden am höchsten waren. Durchschnittlich hörten die meisten DDR-Bewohner morgens etwa 40 Minuten Radio. Das veranlasste die DDR-Rundfunkverantwortlichen, sechs Regionalprogramme in der Zeit von 6:05 Uhr bis 10.00 Uhr auf Frequenzen von Radio DDR II auszustrahlen – bis auf Rostock und Cottbus alle in einem Sendeverbund, bei dem ein oder zwei Studios einem Funkhaus zugeordnet waren, wobei Neubrandenburg zunächst das erste Studio war, das innerhalb des Sendeverbunds Schwerin/Neubrandenburg ein Regionalfenster in der Zeit von 6:05 – 7:57 Uhr sendete.
Radio DDR strahlte über sein zweites Programm folgende Regionalangebote aus:
- Rostock
- Schwerin

Neubrandenburg
- Cottbus (mit Studio Bautzen)
- Dresden – Karl-Marx-Stadt
- Weimar (mit Büro Erfurt) – Gera – Suhl
- Leipzig – Halle – Magdeburg

Der Sender Potsdam und das Studio Frankfurt (Oder) gehörten bis 1970 weiterhin zum Berliner Rundfunk und sendeten auf dessen Frequenzen – Potsdam wochentags von 6:05 Uhr bis 8:30 Uhr oder 9:00 Uhr und von 12:00 Uhr bis 12:30 Uhr, Frankfurt von 12:30 Uhr bis 13:00 Uhr – später zu anderen Zeiten, allerdings als einzige Bezirksstation nicht in den Früh- und Morgenstunden.
Nach und nach begannen auch die anderen Studios regionale Fensterprogramme innerhalb des Sendeverbunds auszustrahlen, wobei der allgemeine Sendebeginn der Regionalprogramme sukzessive um eine Stunde auf 5:05 Uhr vorverlegt wurde.

### Sender Rostock von 1964 bis 1983
Der Sender Rostock war eine Singlestation und sendete nicht in einem Sendeverbund, ihm war auch kein weiteres Zuliefererstudio angeschlossen.
Das Regionalprogramm aus Rostock bestand über all die Jahre aus dem zwei-, später dreistündigen Rostocker Morgenmagazin, gefolgt von Musiksendungen, einem Regionalmagazin und der Gruß- und Wunschsendung. An Wochenenden sendete Rostock u. a. ein Servicemagazin, Jugendsendungen, Reportagen oder Sendungen zur Heimatgeschichte, zur Seefahrt – wie den Stammtisch der Fahrensleute – sowie in den 1980er Jahren das außenpolitische Magazin Rund um die Ostsee u. Ä.
Das Produktionsprofil umfasste Musik- und Hörspielproduktionen sowie Buchlesungen – meistens niederdeutscher Literatur. Zentralnachrichten kamen von der Hauptabteilung Nachrichten im Berliner Funkhaus, Regionalnachrichten aus dem Funkhaus Rostock.
Als ungünstig für die Akzeptanz der Regionalprogramme erwies sich, dass sich auf den zugeteilten Frequenzen zwei Radioprogramme eine Frequenz teilen mussten, die im Hinblick auf den Programmauftrag und dessen Gestaltung nichts miteinander gemein hatten. Das Regionalprogramm war familiär, heimatverbunden und unterhaltsam, Radio DDR II dagegen ein Kultur- und Bildungskanal mit viel klassischer und ernster Musik sowie einem hohen Anteil an Wortbeiträgen, so dass es nach dem Zuschalten zum Zentralprogramm um 10:00 Uhr immer zu einem Stilbruch kam, oder der Zuhörer wechselte auf eine andere Welle und am nächsten Tag wieder zurück. Das ausschließliche Senden auf UKW und der geringe Ausstattungsgrad der DDR-Haushalte mit UKW-Radioempfangsgeräten in den 1960er und zum Teil noch in den 1970er Jahren wirkten sich ebenfalls negativ auf die Rezeption der Regionalprogramme aus.
Im Oktober 1969 begannen die Frühsendungen bereits eine Stunde früher um 5:05 Uhr.
Ab Mai 1977 sendete das Funkhaus Rostock in Stereo.
Zentral ausgestrahlte Sendungen waren Zur Abendstunde mit Volksmusik im Vorabendprogramm von Radio DDR I – in der regel zwei bis drei Mal im Jahr gesendet – und die vierzehntägliche Seeleute-Gruß-und-Wunschsendung in der Nacht vom Sonnabend auf den Sonntag von 0:05 bis 2:00 Uhr, die Radio Berlin International und der Deutschlandsender (ab 1971 Stimme der DDR) weiterhin zeitversetzt über Lang- bzw. Mittelwellenfrequenzen abstrahlten, so dass diese Sendungen in weiten Teilen Welt empfangen werden konnten.
Außerdem erfolgten Zulieferungen und Liveschaltungen zum zentralen Programm.
Eine Zusammenarbeit bestand zwischen dem Sender Rostock auf der einen und dem Sender Schwerin sowie dem Studio Neubrandenburg auf der anderen Seite – so z. B. beim Original-Wettergespräch.
Übertragungsstellen außerhalb des Funkhauses entstanden im Rostocker Ostseestadion für Sportübertragungen, im Schifffahrtsmuseum Rostock für die maritime Talkshow Stammtisch der Fahrensleute, in der Stadthalle Rostock für die Übertragung von Unterhaltungssendungen, in der Seewetterdienststelle Warnemünde (später das Amt für Meteorologie) für das Original-Wettergespräch und in der Verkehrsleitstelle bei der Bezirksbehörde der Deutschen Volkspolizei für den Verkehrsfunk.

### „Radio DDR“-Ferienwelle
Der Bezirk Rostock als Küstenbezirk war in der DDR mit jährlich etwa 7 Millionen Touristen die Urlaubsregion Nr. 1. Dies gebar im Funkhaus Rostock die Idee, einen saisonalen Ferienfunk ins Leben zu rufen. Die Idee stieß bei der zentralen Leitung von Radio DDR auf Zustimmung. Im März 1967 begannen die Techniker, die technischen Voraussetzungen dafür zu schaffen. Radio DDR bewilligte für dieses Projekt neue Planstellen.
Zur Feriensaison 1967 ging die erste „Radio DDR“-Ferienwelle über erweiterten Frequenzen auf Sendung. In den folgenden Jahren sendete das Funkhaus Rostock die Ferienwelle stets vom 1. Mai bis zum letzten Sonntag im September. Sendebeginn war wochentags um 6:05 Uhr – ab 1970 um 5:05 Uhr –, Sendeschluss um 20:00 Uhr, dienstags, wegen des früheren Beginns des Abendprogramms bei Radio DDR II, manchmal schon um 19:00 Uhr. Sonnabends sendete die Ferienwelle von 6:05 bis 14:00 Uhr, sonntags von 6:05 bis 16:30 Uhr.
Das Programm bestand bei lockerer Moderation und einem hohen Anteil an populärer Musik aus einer bunte Mischung aus Service, Unterhaltung, Musik für junge Leute, Verkehrsinfos, Regional- und Zentralnachrichten sowie außenpolitischen Beiträgen, Reportagen und Liveunterhaltung vor Ort. Es errang bei den Hörern in den drei Nordbezirken eine sehr große Popularität, sowohl bei den Urlaubern als auch bei den Einheimischen.
Die Sendungen des Winterprogramms waren in das Ferienwellen-Programm integriert. Neben den eigenproduzierten Sendungen kamen Zulieferungen von Unterhaltungssendungen aus dem Berliner Funkhaus – wie z. B. die humoristische Unterhaltungssendung Urlaubsreif – und die zeitversetzte Ausstrahlung von Unterhaltungssendungen des zentralen Programms – z. B. die Schlagerrevue.
Zum Serviceangebot gehörten Liveschaltungen zur Seewetterdienststelle Warnemünde (später das Amt für Meteorologie) für das Original-Wettergespräch (2× täglich) und die Liveschaltungen zur Verkehrsleitzentrale bei der Bezirksbehörde der Deutschen Volkspolizei für Verkehrsinfos.
Für polnischen und tschechoslowakische Touristen sendete die Ferienwelle im Service am Mittag Nachrichten, Wetter und Servicetipps in polnischer sowie in tschechischer oder slowakischer Sprache.
Oft produzierte die Ferienwelle große Teile des Tagesprogramm live vor Ort in den Urlaubsorten – und das bis zu acht Stunden am Tag in drei Blöcken.
Regionalnachrichten kamen aus dem Rostocker Funkhaus, Zentralnachrichten von der Hauptabteilung Nachrichten im Funkhaus Berlin als Übernahme von Radio DDR. Eine Ausnahme bildeten die Nachrichten aus Nordeuropa um 17:00 Uhr. Diese erstellte die Redaktion Aktuelle Politik im Funkhaus Rostock. Außenpolitische Beiträge für die Rubriken Außenpolitik auf der „Radio DDR“-Ferienwelle überspielte die Hauptabteilung Außenpolitik des Berliner Funkhauses. Nach den Regionalnachrichten um 14:00 Uhr erfolgte stets eine Schaltung zur Hauptabteilung Außenpolitik im Funkhaus Berlin zu einem kurzen Live-Gespräch über ein aktuelles außenpolitisches Thema.
Darüber hinaus beteiligten sich der Sender Schwerin und das Studio Neubrandenburg in geringem Umfang am Programm der Ferienwelle, u. a. mit dem Schweriner und dem Neubrandenburger Bezirksreporter. Außerdem übernahm die Ferienwelle die vom Funkhaus Schwerin produzierte und gesendete niederdeutsche Talkshow De Plappermöhl.
Zur Ferienwellen-Saison erhielt der Sender Rostock stets personelle Verstärkung aus Berlin von Radio DDR oder aus anderen Bezirks-Funkhäuser- und Studios.

### Neubau zur Funkhauserweiterung
Im Jahre 1975 begannen umfangreiche Maßnahmen für einen Funkhaus-Erweiterungsneubau. Die Bauarbeiten erfolgten ohne Einschränkung des Sendebetriebs. Im April 1978 war der Funkhausneubau fertiggestellt. Er verfügte über einen neuen klimatisierten Sendestudio- und Schaltraumkomplex und ein ebenfalls klimatisiertes Musikarchiv sowie über großzügig eingerichtete Arbeitsräume für Redaktion und Technik. Neben dem in der zweiten Hälfte der 1940er Jahre fertig gestellten großen Sendesaal des Funkhauses Leipzig war dies der einzige Funkhausneubau außerhalb Berlins.
Nach Fertigstellung der Funkhauserweiterung erfuhr das alte Funkhaus eine Komplettrekonstruktion, die sich über Jahre hinzog – ebenfalls ohne Einschränkung des Sendebetriebs –, was nach Beendigung der Bauarbeiten zu einer weiteren deutlichen Verbesserung der Arbeitsbedingungen für die Funkhausmitarbeiter führte.

### Regionalprogramme Ende der 1970er und Anfang der 1980er Jahre
Bis Ende des Jahres 1978 war bei Radio DDR eine Struktur von 11 Regionalangeboten geschaffen worden, bei denen vier Studios Fensterprogramme in einem Verbund mit einem Funkhaus sendeten, davon zwei Studios ein gemeinsames Fenster im Wechsel gestalteten. Die Funkhäuser sendeten wochentäglich fünf, die Studios drei Stunden, der Sender Rostock von Mai bis September 15 Stunden, was einer durchschnittlichen wochentäglichen Sendezeit von 51 Stunden entsprach:
- Rostock
- Schwerin

Neubrandenburg
- Potsdam

- Frankfurt

- Cottbus (mit Studio Bautzen)
- Dresden

Karl-Marx-Stadt
- Weimar (mit Büro Erfurt) – Gera – Suhl
- Leipzig

Halle/Magdeburg

## Regionalfunk in den 1980er Jahren
Die bis 1978 herausgebildete Regionalstruktur bei Radio DDR hatte bis Mitte der 1980er Jahre bestand. Danach begann der DDR-Rundfunk, die Regionalprogramme langfristig auszubauen.

### Sender Rostock von 1983 bis 1989
Die Erweiterungspläne für die Regionalprogramme führten dazu, dass das Funkhaus Rostock ab April 1986 sein Winterprogramm um drei Stunden ausweitete und bis 13:00 Uhr sendete. Die Ausstrahlung des erweiterten Programms erfolgte auf einer Frequenz des sich in der Entwicklung befindlichen Jugendradios DT 64, das sein Programm erst um 13:00 Uhr begann, wodurch der Stilbruch beim Zuschalten auf das Zentralprogramm auf dieser Frequenz weniger scharf war als beim Zuschalten auf einer Frequenz von Radio DDR II, dem Kultur- und Bildungsprogramm.
Damit war es auch möglich, das Tagesprogramm der Ferienwelle über UKW-Frequenzen zu verbreiten, was eine wesentliche Verbesserung der Empfangsqualität bedeutete.
Nachdem sich ohnehin nach und nach die Musikproduktion vom Funkhaus Schwerin zum Funkhaus Rostock verlagert hatte, begann Mitte der 1980er Jahre der Umbau der Regie 3 zum Musikproduktionskomplex. Das Rostocker Funkhaus übernahm nach nochmaliger technischer Erweiterung und Ausrüstung der notwendigen peripheren und digitalen Technik seiner Regie 3 ab 1985 fast die gesamte Musikproduktion des Ostseestudios Rostock des DDR-Fernsehens und die des Funkhauses Schwerin. Der Große Sendesaal des Schweriner Funkhauses wurde infolgedessen weniger genutzt und verlor an Bedeutung.
Auch die Hörspielproduktion verlagerte sich zunehmend vom Funkhaus Schwerin nach Rostock ins technisch besser ausgerüstete dortige Funkhaus.
In der Übertragungsstelle im Rostocker Ostseestadion erfolgte 1986 ein Umbau und eine Erweiterung der Übertragungsanlagen.
In den 1980er Jahren arbeiteten rund 75 festangestellte Mitarbeiter im Funkhaus Rostock und viele freiberuflich Tätige.

### Regionalprogramme ab Dezember 1987
Zum Dezember 1987 war der geplante Ausbau der Regionalprogramme im Großen und Ganzen abgeschlossen. Damit unterstanden die Funkhäuser und Studios nicht mehr Radio DDR, sondern hatten eine Art eigene Intendanz in Berlin.
Das Ferienwellen-Programm nannte sich nicht mehr „Radio DDR“-Ferienwelle, sondern Ferienwelle – Sender Rostock.
Die Funkhäuser sendeten auf Frequenzen von Radio DDR II, dessen Sendebeginn auf 13:00 Uhr verlegt worden war, und zum Teil auf Frequenzen des zum Vollprogramm entwickelten Jugendradios DT 64 von 4:05/5:05 Uhr bis 13:00 Uhr, die Studios – sie nannten sich jetzt Sender – von 4:05/5:05 Uhr bis 10:00 Uhr über o. a. Frequenzen. Leipzig und später auch Rostock in seinem Winterprogramm sendeten zusätzlich ein Regionalfenster von 17:00 Uhr bis 19:00 Uhr. Alle ehemaligen Studios standen in einem Sendeverbund mit einem größeren Funkhaus.
Als einziger Sender blieb Rostock eine Singlestation, die nicht in einem Sendeverbund arbeitete und der kein Zuliefererstudio angeschlossen war.
Die wochentägliche Sendezeit aller 11 Regionalprogramme betrug 87 Stunden.
Bis 1989/90 sollten sich die Regionalprogramme nochmals dahingehend entwickeln, dass Halle und Magdeburg ab Januar 1989 separat sendeten und das im Haus der Sorben befindliche Studio Bautzen ab Oktober 1989 ein anderthalbstündiges – später bis auf drei Stunden erweitertes – Morgenmagazin in Sorbisch ausstrahlte. Damit erhöhte sich die wochentägliche Sendezeit der nun 13 Regionalprogramme auf 95 Stunden, woran der Sender Rostock – übers Jahr gerechnet – einen Löwenanteil von rund zwölf Stunden hatte.
- Rostock
- Schwerin

Neubrandenburg
- Potsdam

Frankfurt (Oder)
- Cottbus

Bautzen (sorbisch)
- Dresden

Karl-Marx-Stadt
- Weimar (mit Büro Erfurt) – Gera – Suhl
- Leipzig

Halle
Magdeburg.

### Resonanz des neuen Rostocker Programms
Das erweiterte Rostocker Regionalangebot außerhalb der Ferienwellen-Saison zeigte eine positive Wirkung auf das Hörerverhalten – trotz stärkerer Konkurrenz von Jugendradio DT 64 und vom bundesdeutschen Privatsender Radio Schleswig-Holstein. Denn das Senden auf Frequenzen DT 64 vermied einen zu starken Stilbruch beim Zuschalten nach Sendeschluss auf dieses Programm. Der inzwischen gestiegenen Ausstattungsgrad an UKW-Radioempfängern wirkte sicherlich ebenfalls positiv auf das Hörerverhalten. Die zentralen Programme hatten in Bezug auf die Einschaltquoten das Nachsehen.

### Modernisierungsmaßnahmen
Im Jahre 1989 begannen im Rostocker Funkhaus Baumaßnahmen zur Installation eines neuen Regiekomplexes – der Regie 5 – und dem Einsatz modernerer Tonstudiotechnik.
Außerdem erhielt das Funkhaus die technischen Voraussetzungen für die Verkehrsfunkerkennung, und die Übertragungsstelle in der Verkehrsleitzentrale hatte technisch die Möglichkeit des direkten Einstiegs in den Verkehrsfunk.

## Zeit des politischen Umbruchs und nach der Wiedervereinigung
Die Zeit des politischen Umbruchs war in allen DDR-Bezirken – den zukünftigen Ländern – von dem Bestreben gekennzeichnet, das gesamte redaktionelle und technische Produktionspotential von Radio und Fernsehen der Region neu zu organisieren, um ein eigenständiges Rundfunksystem auf Landesebene aufzubauen, unabhängig von der Zentrale in Berlin. Viele dieser Pläne waren allerdings unrealistisch und hatten von vornherein keine Aussicht auf Verwirklichung.

### Radio Mecklenburg-Vorpommern (RMV)
Im Frühjahr 1990 begannen die drei Radiostandorte Rostock, Schwerin und Neubrandenburg Nägel mit Köpfen zu machen. Aus den drei Regionalprogrammen mit einem wochentäglichen Sendevolumen von 25 Stunden sollte zunächst ein Vollprogramm für das zukünftige Land Mecklenburg-Vorpommern aus der Taufe gehoben werden. Dafür waren inzwischen Frequenzen frei, da Radio DDR II seinen Sendebetrieb eingestellt und der Deutschlandsender (zuvor Stimmer der DDR) die Aufgaben als Kultur- und Bildungskanal übernommen hatte. Insgesamt waren unrealistische vier Programme für das zukünftige bevölkerungsschwache Land Mecklenburg-Vorpommern geplant.
Im Juni 1990 war Sendestart für das neue Radioangebot Radio Mecklenburg-Vorpommern – RMV mit den beiden Programmen RMV 1 und RMV-Ferienwelle. Der Sitz des Landesfunkhauses war in Rostock. Das Rostocker Funkhaus war größer und moderner als das in Schwerin, und in Hinblick auf eine Fusion von Radio und Fernsehen befand sich in Nähe des Funkhauses ein Fernsehstudiokomplex, das Ostseestudio Rostock des Deutschen Fernsehfunks. Außerdem stand Rostock als – im Gegensatz zu Schwerin – bevölkerungsreichere sowie wirtschaftlich und wissenschaftlich bedeutendere Stadt als Landeshauptstadt zur Disposition.
RMV 1 war ein Gemeinschaftsprogramm der Funkhäuser in Rostock und Schwerin und des Studios in Neubrandenburg, jeweils mit eigenem Regionalfenster. Das Programm gestaltete zum überwiegenden Teil das Funkhaus Schwerin, und es beinhaltete viel Pop, Schlager und volkstümlicher Musik sowie einen großen Anteil an regionaler und überregionaler Information sowie leichte Unterhaltung. Das Programm zielte in erster Linie auf mittlere und reifere Jahrgänge der Einheimischen und Touristen, bei denen diese Mischung sehr gut ankam.
Die RMV-Ferienwelle – ein flottes Jugendprogramm mit aktuellster Musik – gestaltete fast ausschließlich das Funkhaus Rostock und sollte eigentlich ganzjährig senden. Durch die stark jugendgemäße Musikausrichtung des Programms erreichte die Ferienwelle einen Großteil der ehemaligen Hörerschaft allerdings nicht mehr – so z. B. die mittleren und reiferen Jahrgänge, zu denen der größte Teil der nun hauptsächlich aus Westdeutschland kommenden Touristen zählte und die wie oben angeführt in erster Linie RMV 1 hörten –, womit der Stationsname Ferienwelle eigentlich obsolet gewesen wäre.
Mit diesen Angeboten erhöhte sich die wochentägliche Sendezeit der drei Radiostandorte von 25 auf 37 Stunden. Zum Vergleich: Die Landesfunkhäuser des Norddeutschen Rundfunks (NDR) sendeten zu dieser Zeit wochentäglich je etwa 17 ½ Stunden Landeshörfunkprogramm. Erwartungsgemäß war das auf Dauer nicht mit dem bestehenden Personalbestand und den Produktionskapazitäten zu bewerkstelligen. Der bis dahin große Umfang an Musik- und Hörspielproduktionen musste stark zurück gefahren werden. Die RMV-Ferienwelle als ein zweites Programm war nicht mehr zu halten. Die Ferienwelle sendete nur noch Regionalfenster im 2. Hörfunkprogramm des Norddeutschen Rundfunks – NDR 2 –, das damit flächendeckend in ganz Mecklenburg-Vorpommern sein Programm ausstrahlte, ohne dass sicher abzusehen war, das der Norddeutsche Rundfunk die Landesrundfunkanstalt für Mecklenburg-Vorpommern werden würde.
In Greifswald richtete Radio Mecklenburg-Vorpommern ein Hörfunkstudio für die regionale Berichterstattung ein.
Nach der Deutschen Wiedervereinigung gab es ein starkes Tauziehen zwischen den Ländern des NDR-Sendegebiets (Hamburg, Niedersachsen und Schleswig-Holstein) auf der einen sowie Berlin und Brandenburg auf der anderen Seite um die Zugehörigkeit Mecklenburg-Vorpommerns zu einer Landesrundfunkanstalt ab 1992. Denn mit dem Beitritt der DDR zur Bundesrepublik Deutschland unterstand der Rundfunk (Hörfunk und Fernsehen) gemäß Artikel 36 des Einigungsvertrags dem von Bundeskanzler Helmut Kohl eingesetzten, aus Bayern kommenden Rundfunkbeauftragten für die neuen Bundesländer, Rudolf Mühlfenzl. Dieser hatte die Aufgabe, den ehemaligen staatlichen Rundfunk und das staatliche Fernsehen in föderale Strukturen zu überführen oder abzuwickeln.
Allen Beteiligten war klar, dass eine eigenständige Landesrundfunkanstalt für Mecklenburg-Vorpommern aus ökonomischen Erwägungen nicht in Frage kommen konnte. Zur Disposition standen eine Beteiligung am Norddeutschen Rundfunk (NDR) oder die Neugründung einer „Nordostdeutschen Rundfunkanstalt – NORA“ mit den Ländern Berlin und Brandenburg, in deren Folge Hamburg, Niedersachsen und Schleswig-Holstein mit dem NDR das Rennen machten.

### Teil des NDR-Landesfunkhauses
Nachdem der Norddeutsche Rundfunk zum 1. Januar 1992 die Landesrundfunkanstalt für Mecklenburg-Vorpommern geworden war, hatte das Landesfunkhaus seinen Sitz in der Landeshauptstadt Schwerin. Der NDR bündelte den größten Teil der Hörfunkkapazitäten im Funkhaus in der Schweriner Schlossgartenallee. Von dort sendete er das NDR-Landesprogramm NDR 1 Radio MV, welches das erfolgreichste Hörfunkprogramm des NDR werden sollte.
Radio MV führte im Grunde genommen die von den Regionalprogrammen übernommene und ab 1990 weiterentwickelte Programmkonzeption fort, womit Radio MV ohnehin konform ging mit der Programmausrichtung der anderen NDR-Landesfunkhäuser.
Dagegen führte die Ferienwelle aus Rostock – das bei der NDR-Zentrale ungeliebte Kind – nur noch ein Schattendasein. Ihr war kein langes Leben mehr beschieden, da sie nicht in die NDR-Hörfunkstruktur passte. In der Sommersaison 1993 sendete der NDR letztmals die Ferienwelle aus Rostock.
Seit 1994 produziert das Studio in Rostock ein einstündiges Regionalfenster im Programm der NDR-Jugendwelle N-Joy.
In den 1990er Jahren nahm der NDR den Bau eines neuen Funkhauses in Schwerin in Angriff, das 1997 als damals modernstes Funkhaus Europas seinen digitalen Hörfunkbetrieb aufnahm. Den alten Fernsehstudiokomplex in Rostock gab der NDR 1998 auf, und die Produktionskapazitäten des Fernsehens zogen nach Schwerin ins Landesfunkhaus, nach Hamburg und ins ehemalige Funkhaus Rostock.
Im ehemaligen Funkhaus Rostock – das sich nun Ostseestudio Rostock nennt – befinden sich Hörfunk und Fernsehen unter einem Dach. Das nunmehrige Studio produziert für den Landeshörfunk Radio MV zu den Regionalaufschaltungen Nachrichten und Informationen für die Region Rostock und Zulieferungen für Radio MV in Schwerin sowie für die anderen in Hamburg produzierten NDR-Programme und für anderen ARD-Anstalten.
Für das Fernsehen produziert das Studio in Rostock Zulieferungen für das in Schwerin hergestellte regionale Nordmagazin sowie für das NDR-Fernsehen in Hamburg und für die anderen ARD-Anstalten.